# Ким Тхюи
Ким Тхюи (вьет. Kim Thúy Ly Thanh, род. 18 сентября 1968, Хошимин) — канадская писательница вьетнамского происхождения.

## Биография
Ким Тхюи родилась в Сайгоне (Южный Вьетнам), но через несколько лет после падения Сайгона семья Ким Тхюи, которой было 10 лет, покинула страну в числе многочисленных беженцев — «людей в лодках», и прибыла в Малайзию в лагерь для беженцев Управления Верховного комиссара ООН по делам беженцев, из которого через 4 месяца была направлена в Гранби (Канада), откуда затем переехала в Монреаль.
В 1990 году Ким Тхюи получила степень бакалавра в Университете Монреаля по лингвистике и переводу, а в 1993 там же — степень по праву.
В начале своей карьеры Тхюи работала переводчиком, а затем была нанята в юридическую фирму для работы в проекте во Вьетнаме, куда вернулась в качестве одного из группы канадских экспертов-консультантов.
Во время работы она познакомилась со своим будущим мужем. Во время пребывания во Вьетнаме у пары родился первый ребёнок. Второй ребёнок родился во время пребывания семьи в Бангкоке (Таиланд), куда они переехали из-за работы её мужа.
Вернувшись в Монреаль, Ким Тхюи открыла ресторан современной вьетнамской кухни фр. Ru de Nam, которым занималась на протяжении 5 лет, после чего посвятила год работе над своей первой книгой — романом Ru. Роман был издан на французском в 2009 году, в переводе на английский — в 2012 году.
Помимо писательского труда, Ким Тхюи также принимала участие в работе на телевидении и в документальном кино, в том числе фр. Naufragés des villes (2011), фр. Le goût d'un pays (2016), фр.  La Table de Kim (2020).

## Признание

### РоманRu
- 2010 год — литературная Премия генерал-губернатора Канады
- 2012 год — номинация на премию The Giller Prize[англ.][5]
- 2012 год — номинация на премию Amazon.ca First Novel[англ.][6]
- 2015 год — премия Canada Reads[англ.]

### Другие награды и номинации
- 2017 — почётный доктор Университета Конкордия
- 2018 — лонг-лист Премии Гиллер за роман Vi[7]
- 2018 — номинация на альтернативную Новую премию Академии по литературе[англ.][8]